# 维尔纳·弗里泽
维尔纳·弗里泽（德語：Werner Friese，1946年3月30日—2016年9月28日），德国前男子足球运动员，场上位置是守门员。他曾代表东德国家队参加1974年国际足联世界杯，结果队伍止步第二轮。